# オトーヌ・パヴィア
オトーヌ・パヴィア（Automne Pavia、1989年1月3日 - ）は、フランスの柔道選手。階級は57kg級。身長173cm。得意技は大外刈。2段。

## 人物
ソンム県ペロンヌの出身。父親が柔道の指導者だったこともあり、柔道は4歳の時に始めた。なお、兄弟は7人もいる。ジュニア時代に1988年ソウルオリンピック71kg級金メダリストのマルク・アレクサンドルに見出されて頭角を現すと、2008年の世界ジュニアでは2位となった。2010年5月のグランプリ・チュニスでシニアの国際大会初優勝を飾った。9月の世界選手権では3回戦で松本薫と対戦してGSに入ってから横四方固で敗れた。2011年2月のグランドスラム・パリでは決勝で佐藤愛子と対戦してGSに入って内股で技ありを取って優勝した。5月のグランドスラム・モスクワ決勝では佐藤の背負投の技ありで敗れた。8月に地元フランスのパリで開催された世界選手権では4回戦でロシアのイリーナ・ザブルディナの前に一本負けしたが、世界団体では決勝で佐藤を背負投の有効で破るなどフランスチームの優勝に貢献した。しかし2012年2月のグランドスラム・パリでは佐藤に0-3の判定で敗れて3位だった。2012年7月のロンドンオリンピックでは準決勝で松本にGSに入ってから大外刈の有効で敗れたが、3位決定戦でハンガリーのヘドヴィグ・カラカスを破って銅メダルを獲得した。2013年ではグランドスラム・パリとヨーロッパ選手権で優勝するが、世界選手権では5位に終わった。2014年のヨーロッパ選手権では2連覇を達成するが、世界選手権では準決勝で宇高菜絵に有効で敗れて3位だった。世界団体では優勝を飾った。2015年の世界選手権では準決勝で松本に指導1で敗れたが、前年に続いて3位になった。2016年のヨーロッパ選手権では2年ぶり3度目の優勝を飾った。リオデジャネイロオリンピックでは準々決勝で松本に7分50秒に及ぶ熱戦の末に技ありで敗れると、敗者復活戦でもポルトガルのテルマ・モンテイロに腕挫十字固で敗れて7位に終わった。その後、60kg級で活躍するイギリスのアシュリー・マッケンジーと結婚すると、2017年には女児をもうけた。2018年には復帰戦となったヨーロッパオープン・ドブロブニクで優勝を飾った。

## 主な戦績
- 2006年 - フランスジュニア国際 2位
- 2006年 - ヨーロッパジュニア 3位
- 2007年 - フランスジュニア国際 3位
- 2007年 - ヨーロッパジュニア 優勝
- 2008年 - フランスジュニア国際 優勝
- 2008年 - 世界ジュニア 2位
- 2010年 - グランプリ・チュニス 優勝
- 2010年 - グランドスラム・リオデジャネイロ 5位
- 2010年 - ワールドカップ・タリン 3位
- 2010年 - グランプリ・青島 2位
- 2011年 - ワールドマスターズ 5位
- 2011年 - グランドスラム・パリ 優勝
- 2011年 - ヨーロッパ選手権 団体戦 優勝
- 2011年 - グランドスラム・モスクワ 2位
- 2011年 - グランドスラム・リオデジャネイロ 3位
- 2011年 - 世界団体 優勝
- 2011年 - グランプリ・アブダビ 3位
- 2012年 - ワールドマスターズ 5位
- 2012年 - グランドスラム・パリ 3位
- 2012年 - ヨーロッパ選手権 3位
- 2012年 - ロンドンオリンピック 3位
- 2012年 - グランドスラム・東京 3位
- 2013年 - グランドスラム・パリ 優勝
- 2013年 - グランプリ・デュッセルドルフ 優勝
- 2013年 - ヨーロッパ選手権 優勝
- 2013年 - ワールドマスターズ 2位
- 2013年 - 世界選手権 5位
- 2014年 - グランドスラム・パリ 3位
- 2014年 - ヨーロッパ選手権 個人戦 優勝、団体戦 優勝
- 2014年 - 世界選手権 3位
- 2014年 - グランプリ・チェジュ 優勝
- 2015年 - グランプリ・デュッセルドルフ 3位
- 2015年 - ヨーロッパ競技大会 5位
- 2015年 - 世界選手権 3位
- 2016年 - グランプリ・トビリシ 5位
- 2016年 - グランプリ・サムスン 2位
- 2016年 - ヨーロッパ選手権 優勝
- 2016年 - グランプリ・アルマトイ 3位
- 2016年 - リオデジャネイロオリンピック 7位
- 2018年 - ヨーロッパオープン・ドブロブニク 優勝
- 2018年 -　グランドスラム・アブダビ　5位

（出典、JudoInside.com）